# دافيد سيمون رودريغيز
دافيد سيمون رودريغيز سانتانا (بالإسبانية: David Simón Rodríguez Santana) (مواليد 16 ديسمبر 1988 - لاس بالماس ، إسبانيا) لاعب كرة قدم إسباني ، يجيد اللعب في مركز الظهير الأيمن ، ويلعب حاليًا لنادي لاس بالماس الإسباني منذ عام 2014.

## روابط خارجية
- دافيد سيمون رودريغيز على موقع قاعدة بيانات كرة القدم.إي يو (الإنجليزية)
- دافيد سيمون رودريغيز على موقع Soccerbase.com (لاعب) (الإنجليزية)
- دافيد سيمون رودريغيز على موقع Soccerway.com (الإنجليزية)
- دافيد سيمون رودريغيز على موقع AS.com (الإسبانية)